# عدد برنولي
في الرياضيات، أعداد بيرنولي Bn هي متسلسلة من الأعداد الكسرية ذات العلاقة الوثيقة بنظرية الأعداد. أعداد برنولي الأولى تأتي فيما يلي:
B0 = 1, B1 = ±1⁄2, B2 = 1⁄6, B3 = 0, B4 = −1⁄30, B5 = 0, B6 = 1⁄42, B7 = 0, B8 = −1⁄30.
عندما يستعمل اصطلاح B1=−1⁄2، تعرف المتتالية باسم أعداد برنولي الأولى، وعندما يستعمل اصطلاح B1=+1⁄2، تعرف المتتالية باسم أعداد برنولي الثانية. باستثناء هذا الفرق، فإن أعداد برنولي الأولي والثانية متساوية. بما أن Bn=0 مهما كان n فرديا وأكبر قطعا من الواحد. وبما أن هناك عدة صيغ تحتوي على أعداد برنولي عندما يكون n زوجيا، يفضل بعض الكتاب كتابة Bn بدلا من B2n.
تظهر أعداد بيرنولي في نشر متسلسلة تايلور لدوال ظل الزاوية والظل الزائدي وفي صيغ مجموع الأعداد الصحيحة الموجبة الأولى، مرفوعة إلى قوة ما (ما يعرف بصيغة فاولهابر)، وفي صيغة أويلر-ماكلورين وفي تعابير لبعض قيم دالة زيتا لريمان.
اكتُشفت هذه الأعداد من طرف عالم الرياضيات السويسري جاكوب بيرنولي, الذي سميت نسبة إليه، وفي الوقت نفسه تقريبا، وبصفة مستقلة عنه، من طرف عالم الرياضيات الياباني سيكي كاوا.
نشر اكتشاف سيكي عام 1712 في عمله Katsuyo Sampo; وكان ذلك بعد وفاته. ونُشر اكتشاف بيرنولي في عام 1713. وكان ذلك بعد وفاته أيضا.
رغم أن أعداد بيرنولي سهلة الحساب، فإن قيمها ليس لها أي وصف أولي: فهي قيم دالة زيتا لريمان عند أعداد صحيحة سالبة.
في الملاحظة G لعالمة الرياضيات آدا لوفلايس عن المحرك التحليلي في عام 1842, تصف لوفلايس خوارزمية لتوليد أعداد بيرنولي باستخدام آلة بابيج. ونتيجة لذلك، تصير أعداد بيرنولي موضوع أول برنامج حاسوب كُتب.

## التاريخ
تعود جذور أعداد برنولي إلى تاريخ الحساب المبكر لمجموع القوى الصحيحة، والتي أصبحت محل اهتمام الرياضيين منذ القديم.

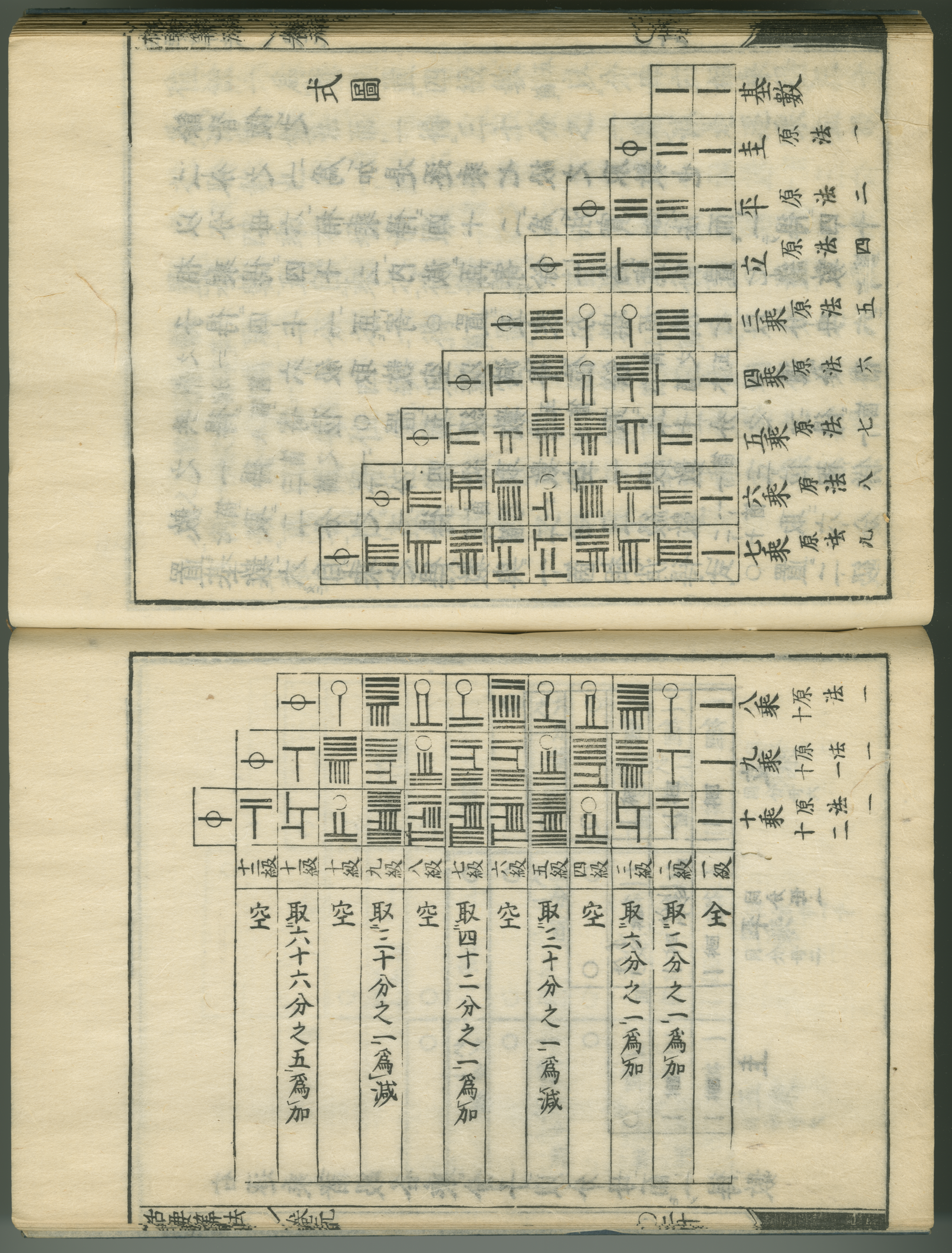
أحد صفحات Katsuyo Sampo (1712) لسيكي كاوا, مجدولة معاملات ذات الحدين وأعداد بيرنولي

عُرفت طرق حساب مجموع الأعداد الصحيحة الموجبة الأولى n, ومجموع التربيعات والتكعيبات للأعداد الصحيحة الموجبة n الأولى، ولكن لم تكن هنالك «صيغ» حقيقية وكانت تُوصف نثْرا فقط.
من بين عباقرة الرياضيات المميزين الذين انتبهوا لهذه المسألة فيثاغورث(حوالي 572–497 قبل الميلاد، يوناني)، وأرخميدس (287–212 ق.م، إيطاليا) واريابهاتا (476 ق.م., الهند) والكرخي (1019 م، البصرة) والحسن بن الهيثم (965 م، في البصرة -. 1039, م في القاهرة).
لم يحرز الرياضيون تقدما ملحوظا إلا في أواخر القرن السادس عشر وأوائل السابع عشر. في الغرب لعب كل من توماس هاريوت (1560–1621) من انكلترا، ويوهان فاولهابر (1580–1635) من ألمانيا وبيير دي فيرما (1601–1665) وزميله الرياضي الفرنسي بليز باسكال (1623–1662) دورا هاما في هذا التطور.
بدا أن توماس هاريوت كان أول من اشتق وكتب صيغ مجموع القوى باستخدام العلامة الرمزية، ولكنه أيضا وصل إلى مجموع القوى الرابعة. أعطى جوهان فاولابر صيغا لمجموع القوى حتى القوة السابعة عشر في كتابه Academia Algebrae, عام 1631, أعلى بكثير من ذي قبل، ولكنه لم يعط صيغة عامة.
كان الرياضي السويسري جاكوب بيرنولي (1654–1705)أول من لاحظ وجود تسلسل مفرد من الثوابت B0, B1, B2, ... والتي تعطي صيغة منتظمة لجميع مجاميع القوى (Knuth 1993). قبلها بعام كانت قد اكتشفت طريقة مماثلة لحساب مجاميع القوى من طرف سيكي كاوا في اليابان. بالرغم منذلك، لم يقدم سيكي كاوا طريقته صيغةً عامة مبنية على تسلسل من الثوابت.
المتعة التي أحس بها جاكوب بيرنولي حينما أزال الغطاء على النموذج الذي مكنه من حساب معاملات صيغته بسرعة وسهولة لمجموع القوى حتى c لأي عدد صحيح موجب c يمكن ملاحطتها في تعليقه حيث كتب:
بفضل هذا الجدول، استغرقت من الوقت أقل من نصف ربع الساعة لأجد أن مجموع القوى العاشرة لألف عدد الأولى يساوي:
91,409,924,241,424,243,424,241,924,242,500.
تعد صيغة بيرنولي لمجاميع القوى أعظم صيغة إفادة يمكن تعميمها حتى اليوم. تسمى معاملات بيرنولي اليوم أعداد بيرنولي، بناء على اقتراح أبراهام دي موافر.
نسبة إلى (Knuth 1993)، نُشر أول برهان متماسك لصيغة فاولهابر لأول مرة في عام 1834، نشره عالم الرياضيات كارل غوستاف ياكوب ياكوبي.

## مجموع القوى
تظهر أعداد برنولي بشكل بارز في الصورة المغلقة لمجاميع القوى ل n الأعداد الطبيعية الأولى مرفوعة إلى القوة m حيث m ثابت، كما يلي:
{\displaystyle S_{m}(n)=\sum _{k=1}^{n}k^{m}=1^{m}+2^{m}+\cdots +n^{m}\,}
هذا المجموع يمثل متعددة حدود متغيرها n ودرجتها m + 1. معاملات متعددات الحود هذه لها صلة بأعداد بيرنولي كما تُبين ذلك صيغة بيرنولي:
{\displaystyle S_{m}(n)={1 \over {m+1}}\sum _{k=0}^{m}{m+1 \choose {k}}B_{k}\;n^{m+1-k},}
العلاقة السابقة تتطلب الأخذ في الاعتبار الاصطلاحَ B1 = +1/2. ({\displaystyle {\tbinom {m+1}{k}}} يعني المعامل الثنائي k عنصرا من بين m + 1 عنصرا)
لتكن n ≥ 0. بجعل m مساوية ل 0 وB0 = 1 تعطي أعداد طبيعية 0, 1, 2, 3, ….
{\displaystyle 0+1+1+\cdots +1={\frac {1}{1}}\left(B_{0}n\right)=n.}
بجعل m مساوية ل 1 وB1 = 1/2, يعطي المجموع المعرف أعلاه أعداد مثلثية 0, 1, 3, 6,  وهكذا.
{\displaystyle 0+1+2+\cdots +n={\frac {1}{2}}\left(B_{0}n^{2}+2B_{1}n^{1}\right)={\frac {1}{2}}\left(n^{2}+n\right).}
بجعل m مساوية ل 2 وB2 = 1/6, يعطي المجموع المعرف أعلاه أعداد هرمية مربعة 0, 1, 5, 14,  وهكذا.
{\displaystyle 0+1^{2}+2^{2}+\cdots +n^{2}={\frac {1}{3}}\left(B_{0}n^{3}+3B_{1}n^{2}+3B_{2}n^{1}\right)={\frac {1}{3}}\left(n^{3}+{\frac {3}{2}}n^{2}+{\frac {1}{2}}n\right).}
مع أن صيغة بيرنولي تعكس صراحة ما كتبه بيرنولي إلا أن بعض المؤلفين يعاملون صيغة بيرنولي بطريقة أخرى لا أنها متوافقة مع تعبير بيرنولي ولا أن لها ميزة واضحة مقارنة بالتعبير. فهم يكتبون:
{\displaystyle S_{m}(n)={1 \over {m+1}}\sum _{k=0}^{m}(-1)^{k}{m+1 \choose {k}}B_{k}n^{m+1-k}}
لتجنب التناقض مع الصيغة أعلاه، كان على هؤلاء المؤلفين أن يضعوا B1 = −1/2. في القسم التالي سوف يتم التعليق على عواقب الفروق الناتجة سيما أن من المحتمل أن ينجم عنها بعض اللبس.
يطلق عادة على صيغة بيرنولي صيغة فاولابر تقديرا لجون فاولابر الذي أوجد أيضا طرقا جديرة بالاهتمام لحساب مجاميع القوى.
عمم صيغةَ فاولابر غو وجاي زيغ V. Guo & J. Zeng إلى q-analog (Guo & Zeng 2005).

## تعاريف
تم إيجاد العديد من أوصاف أعداد بيرنولي في القرون الثلاثة الماضية، وكل منها أمكن استعماله لتقديم هذه الأعداد. فيما يلي أربعة من أهم هذه الأوصاف:
- استدعاء ذاتي،
- صيغة صريحة،
- دالة توالدية
- وصف خوارزمي.

لإثبات تكافؤ هذه الخواص الأربعة على القارئ العودة إلى التفسيرات الرياضية مثل(Ireland & Rosen 1990) أو (Conway & Guy 1996).
لسؤ الحظ يعطى التعريف في الأدب على وجهين مختلفين: بالرغم من الحقيقة أن بيرنولي قد عرف B1 = 1/2, some يضع المؤلفون B1 = −1/2 (كثيرا منها في اصطلاحات مختلفة بالأسفل). لتجنب الخطر والالتباس سيتم شرح كلا الاختلافين هنا، خطوة بخطوة.

### تعريف باستعمال الاستدعاء الذاتي
تعطى معادلة الاستدعاء الذاتي بشكلها الأفضل في صورة أكثر تعميما نوعا ما: {\displaystyle {\begin{aligned}B_{m}(n)&=n^{m}-\sum _{k=0}^{m-1}{\binom {m}{k}}{\frac {B_{k}(n)}{m-k+1}}\\B_{0}(n)&=1\end{aligned}}}
تعرف هذه المعادلة الأعداد النسبية Bm(n) لجميع الأعداد الصحيحة n ≥ 0, m ≥ 0. 00 التي يجب تفسيرها على أنها 1. يكون للتكرار أساسه في B0(n) = 1 لكل n. يأتي الاختلافان الآن بوضع n = 0 على الترتيب n = 1. إضافة لذلك يتم تبسيط الترميز بحذف المرجع للمتغير  n.
| n = 0                                                                                      | n = 1                                                                          |
| ------------------------------------------------------------------------------------------ | ------------------------------------------------------------------------------ |
| {\displaystyle B_{m}=\delta _{m,0}-\sum _{k=0}^{m-1}{\binom {m}{k}}{\frac {B_{k}}{m-k+1}}} | {\displaystyle B_{m}=1-\sum _{k=0}^{m-1}{\binom {m}{k}}{\frac {B_{k}}{m-k+1}}} |

التعبير هنا {\displaystyle \delta _{m,0}} يحمل القيمة 1 إذا كان m = 0 و0 عدا ذلك. يُعرف هذا الرمز باسم دلتا كرونكر.
عند حدوث لبس بين التعريفين يمكن تجنبه بالإشارة للتعريف الأعم وبتقديم المتغير المحذوف: بكتابة Bm(0) في الحالة الأولى وBm(1) في الثانية سوف يشير للقيمة السابقة دول التباس.

### التعريف الصريح
في عام 1893، نشر لويس سالشوتز ما مجموعه ثمانية وثلاثون صيغة تضم أعداد برنولي، مشيرا عادة إلى مراجع قديمة. من بين هذه الصيغ ما يلي ((Saalschütz 1893)):
{\displaystyle {\begin{aligned}B_{m}^{-{}}&=\sum _{k=0}^{m}\sum _{v=0}^{k}(-1)^{v}{\binom {k}{v}}{\frac {v^{m}}{k+1}}\\B_{m}^{+}&=\sum _{k=0}^{m}\sum _{v=0}^{k}(-1)^{v}{\binom {k}{v}}{\frac {(v+1)^{m}}{k+1}}.\end{aligned}}}

### دالة التوليد
تعرف الدالة المولدة لمتسلسلة برنولي كما يلي:
تقود الخيارات n = 0 وn = 1 إلى.
| n = 0                                                                              | n = 1                                                                               |
| ---------------------------------------------------------------------------------- | ----------------------------------------------------------------------------------- |
| {\displaystyle {\frac {t}{e^{t}-1}}=\sum _{m=0}^{\infty }B_{m}{\frac {t^{m}}{m!}}} | {\displaystyle {\frac {t}{1-e^{-t}}}=\sum _{m=0}^{\infty }B_{m}{\frac {t^{m}}{m!}}} |

### وصف الخوارزمية
بالرغم من إمكانية استعمال الصيغة التكرارية السابقة للحساب فإنها تستعمل بشكل رئيس لتأسيس اتصال مع مجاميع القوى نظراً لأنها مكلفة حسابياً. مع ذلك، إن كل من الخوارزميات البسيطة والعالية النهاية متوفرة لحساب أعداد بيرنولي. الطريقة البسيطة تعطى في الخوارزم العام التالي في مربع النص 'خوارزم أكياما تانيغاوا' والمؤشرات لخوارزميات النهاية العليا معطاة في القسم التالي.

## حساب أعداد برنولي بكفاءة
من المفيد في بعض التطبيقات القدرة على حساب أعداد بيرنوليB0 حتى Bp − 3 متبقيا p, حيث p هو عدد أولي; فمثلاً لفحص ما إذا كان تخمين فانديفير صحيحاً، أو حتى للتحقق من أن p عدد أولي شاذ. ليس مناسباً أن نقوم بحساب كهذا باستعمال الصيغة التكرارية السابقة، لأنه على الأقل (ثابت من مضاعفات) p2 سيتطلب عمليات حسابية. لحسن الحظ فقد طورت طرق أسرع (Buhler et al. 2001) والتي تتطلب O(p (log p)2) عملية فقط (انظر علامة أو الكبرى).
يصف ديفيد هاري (Harvey 2008) خوارزمية لحساب أعداد بيرنولي عن طريق حساب Bn متبقياً p لأعداد أولية صغيرة عديدة p، ومن ثم يعيد إنشاء Bn عن طريق نظرية المتبقي الصينية. كتب هارفي بأن المقارب معقدة زمنياً لهذا الخوارزم هي O(n2   log(n) 2+eps) ويصرح بأن هذه الرؤية أسرع بشكل ملحوظ من الرؤى المعتمدة على الطرق الأخرى. طريقة هاري هي مضمنة في سايج منذ الإصدار 3.1. باستخدام هذه الرؤية قام هارفي بحساب Bn لقيم n = 108 وهي رقم قياسي جديد (أكتوبر 2008). قبل بيرنارد كيلنر  (Kellner 2002) حسب Bn لأعلى دقة لقيم n = 106 في ديسمبر 2002 وOleksandr Pavlyk (Pavlyk 2008) لقيم n = 107 بواسطة 'ماثماتيكا' في أبريل 2008.
| الحاسب                     | السنة | n         | المراتب*  |
| ياكوب بيرنولي              | ~1689 | 10        | 1         |
| ليونهارد أويلر             | 1748  | 30        | 8         |
| J.C. Adams                 | 1878  | 62        | 36        |
| D.E. Knuth, T.J. Buckholtz | 1967  | 360       | 478       |
| G. Fee, S. Plouffe         | 1996  | 10000     | 27677     |
| G. Fee, S. Plouffe         | 1996  | 100000    | 376755    |
| B.C. Kellner               | 2002  | 1000000   | 4767529   |
| O. Pavlyk                  | 2008  | 10000000  | 57675260  |
| D. Harvey                  | 2008  | 100000000 | 676752569 |

- المراتب ينبغي فهمها على أنها قوى 10 عندما تكتب B(n) كعدد حقيقي في العلامة العلمية الموحدة.

## وجهات نظر واصطلاحات مختلفة
يمكن النظر إلى أعداد بيرنولي من وجهات أربعة مختلفة:
- كائنات رياضياتية قائمة بذاتها،
- كائنات توافقياتية
- قيما لمتعددات حدود متعاقبة،
- قيما من دالة ريمان-زيتا.

تقود كل وجهة نظر مما سبق إلى مجموعة أخرى من الاصطلاحات.
- أعداد بيرنولي كائنات قائمة بذاتها.

تعاقب مصاحب: 1/6, −1/30, 1/42, −1/30,...
هذه هي وجهة نظر جاكوب بيرنولي. انظر مقتطفات من كتابه أرس كونجكتاندي، الطبعة الأولى، 1713. تفهم أعداد بيرنولي على أنها أعداد تكرارية بطبيعتها، ابتُكرت لحل مشكلة رياضياتية معينة ألا وهي مجموع القوى، أو التطبيق البارادياغماتي - paradigmatic application لأعداد بيرنولي. هناك لبس في القول بأن وجهة النظر هذه 'archaic'. يستخدم هذه العبارة مثلاً جان-بيير سير في كتابه دورة في الحساب وهو كتاب معتمد في العديد من الجامعات اليوم.
- أعداد بيرنولي كائنات توافقياتية.

تعاقب مصاحب: 1, +1/2, 1/6, 0,.... 

```
تركز هذه النظرة على العلاقة بين أعداد ستيرلنغ وأعداد برنولي وتظهر بطبيعة الحال في التفاضل والتكامل للفوارق المحدودة.
```

{\displaystyle \left({\frac {ze^{z}}{e^{z}-1}}\right)^{x}=x\sum _{n\geq 0}\sigma _{n}(x)z^{n}}
وبشكل متعاقب Bn = n! σn(1) for n ≥ 0.
- أعداد برنولي قيما لمتعددات حدود متعاقبة.

المقصود هنا هو كثيرات حدود برنولي والتي سبق الحديث عنها.
```
يمكن تعريف أعداد برنولي بطريقتين مختلفتين: 

B
n
 
=
 
B
n
(0). تعاقب مصاحب: 1, −1/2, 1/6, 0,.... 

B
n
 
=
 
B
n
(1). تعاقب مصاحب: 1, +1/2, 1/6, 0,....

يختلف التعريفان فقط في إشارة 
B
1
. الخيار 
B
n
 
=
 
B
n
(0) هو الاصطلاح الذي تم اعتماده في كتاب الدوال الرياضيايتية - 
Handbook of Mathematical Functions
.
```

- أعداد بيرنولي قيما لدالة زيتا لريمان

التعاقب المصاحب: 1, +1/2, 1/6, 0,....

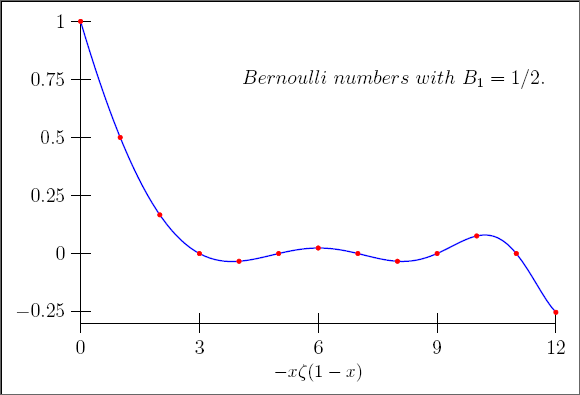
أعداد برنولي كما تصفها دالة زيتا لريمان.

يتوافق هذا الاصطلاح مع الاصطلاح Bn = Bn(1) (مثلاً J. Neukirch وM. Kaneko). الإشارة '+' for B1 متلائمة مع تمثيلات أعداد بيرنولي من دالة ريمان زيتا.
| {\displaystyle \ B_{n}=n!\sigma _{n}(1)=B_{n}(1)=-n\zeta (1-n)\quad (n\geq 0)\ } |

## تطبيقات عدد بيرنولي

### متسلسلة تايلور لدالتي tan و tanh
{\displaystyle {\begin{aligned}\tan x&{}=\sum _{n=1}^{\infty }{\frac {(-1)^{n-1}2^{2n}(2^{2n}-1)B_{2n}}{(2n)!}}\;x^{2n-1},\,\,\left|x\right|<{\frac {\pi }{2}}\\\tanh x&{}=\sum _{n=1}^{\infty }{\frac {2^{2n}(2^{2n}-1)B_{2n}}{(2n)!}}\;x^{2n-1},\,\,\left|x\right|<{\frac {\pi }{2}}\end{aligned}}}

## التعريفات التوافقية

### العلاقة بالأعداد الأويلرية
انظر إلى عدد أويلري.

## علاقته بأعداد أويلر وπ
أعداد أويلر هي متتالية من الأعداد الصحيحة مرتبطة ارتباطا شديدا بأعداد برنولي.
{\displaystyle \pi \ \sim \ 2\left(2^{2n}-4^{2n}\right){\frac {B_{2n}}{E_{2n}}}.}

## نظرة خواريزمية: مثلث سيدل

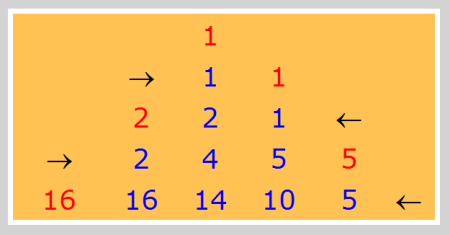
Seidel's algorithm for T_{n}

انظر إلى فيليب فون لوديش سيدل.

## الخصائص الحسابية لأعداد برنولي

### مبرهنات كومر
ترتبط أعداد برنولي بمبرهنة فيرما الأخيرة من خلال مبرهنة كومر,(برهن عليها عام 1850) والتي تنص على ما يلي:
إذا كان p عددا أوليا فرديا، لا يقسم أيا من بسط أعداد برنولي B2, B4, ..., Bp−3، إذا، فإن المعادلة xp + yp + zp = 0 لا تقبل حلولا طبيعية تختلف عن الصفر.
الأعداد الأولية التي تملك هاته الخاصية تسمى أعدادا أولية نظامية.

### لماذا تنعدم أعداد برنولي الفردية ؟
المجموع:{\displaystyle \varphi _{k}(n)=\sum _{i=0}^{n}i^{k}-{\frac {n^{k}}{2}}}
يمكن أن يحسب عند قيم سالبة ل n. بعمل ذلك، يتبين أن هذه الدالة فردية عندما يكون k زوجيا.
الدالة المولدة لأعداد برنولي هي كما يلي :
{\displaystyle {\frac {t}{e^{t}-1}}=\sum _{m=0}^{\infty }B_{m}{\frac {t^{m}}{m!}}}
{\displaystyle {\frac {t}{e^{t}-1}}=B_{0}+B_{1}{\frac {t^{1}}{1!}}+\sum _{m=2}^{\infty }B_{m}{\frac {t^{m}}{m!}}}
{\displaystyle {\frac {t}{e^{t}-1}}=1-{\frac {t}{2}}+\sum _{m=2}^{\infty }B_{m}{\frac {t^{m}}{m!}}}
{\displaystyle {\frac {t}{e^{t}-1}}+{\frac {t}{2}}=1+\sum _{m=2}^{\infty }B_{m}{\frac {t^{m}}{m!}}}
بتوحيد المقامات في الجانب الأيسر:
{\displaystyle {\frac {t(e^{t}+1)}{2(e^{t}-1)}}=1+\sum _{m=2}^{\infty }B_{m}{\frac {t^{m}}{m!}}}
الدالة في الجانب الأيسر من الصيغة أعلاه هي دالة زوجية.
{\displaystyle f(x)={\frac {t(e^{t}+1)}{2(e^{t}-1)}}=f(-x)}
بتعويض x ب -x، نجد ما يلي:
{\displaystyle B_{m}{\frac {t^{m}}{m!}}=B_{m}{\frac {(-t)^{m}}{m!}}}
من خلال هذه الصيغة، تستنتج أن تنعدم {\displaystyle B_{m}} عندما يكون المؤشر {\displaystyle m} فرديا.

### إعادة لصياغة نص فرضية ريمان
الارتباط بين أعداد برنولي ودالة زيتا لريمان قوي بما فيه الكفاية لإعطاء نص آخر لفرضية ريمان، مستعملا أعداد برنولي فقط. بالفعل، برهن مارسل ريز في عام 1916، على أن فرضية ريمان تكافئ ما يلي:

## ملحق

### قيم أعداد بيرنولي الأولى
| n                                      | البسط          | المقام         | التقدير العشري |
| -------------------------------------- | -------------- | -------------- | -------------- |
| 0                                      | 1              | 1              | +1.00000000000 |
| 1                                      | −1             | 2              | −0.50000000000 |
| 2                                      | 1              | 6              | +0.16666666667 |
| 4                                      | −1             | 30             | −0.03333333333 |
| 6                                      | 1              | 42             | +0.02380952381 |
| 8                                      | −1             | 30             | −0.03333333333 |
| 10                                     | 5              | 66             | +0.07575757576 |
| 12                                     | −691           | 2730           | −0.25311355311 |
| 14                                     | 7              | 6              | +1.16666666667 |
| 16                                     | −3617          | 510            | −7.09215686275 |
| 18                                     | 43867          | 798            | +54.9711779448 |
| موسوعة المتتاليات الصحيحة على الإنترنت | قالب:OEIS link | قالب:OEIS link |                |

## إنظر أيضا
- صيغة فاولهابر
- صيغة أويلر-ماكلورين
- كثيرة حدود لاغرانج
- عدد جينوتشي

## الملاحظات
1. ↑  مذكور في: ISO 80000-2:2019. قسم أو آية أو فقرة أو بند: 2-11.5. الناشر: المنظمة الدولية للمعايير. تاريخ النشر: أغسطس 2019.
2. 1 2  Selin, H. (1997), p. 891
3. ↑  Smith, D. E. (1914), p. 108

1. ↑  Note G in the Menabrea reference